# Alexandra Elbakyan
Alexandra Assanovna Elbakyan (en russe : Александра Асановна Элбакян), née le 6 novembre 1988 au Kazakhstan, est la fondatrice du site Sci-Hub, qui met en accès libre et gratuit des publications universitaires payantes piratées.

## Biographie
Alexandra Elbakyan commence à travailler dans la sécurité informatique à Moscou. En 2010, elle se rend à l'université de Fribourg-en-Brisgau, en Allemagne, pour étudier les neurosciences. C'est dans cette université, qu'elle développe un intérêt pour le transhumanisme.  Son projet de recherche concerne l'interactivité cerveau-machine. Elle observe une forte demande pour des articles seulement accessibles par paywall pour des montants qu'elle juge excessifs, chaque article coûtant environ 30 dollars. Elle décide en 2011 de créer un système qui permettrait d'avoir en accès libre des publications universitaires grâce à des téléchargements de personnes abonnées aux sites proposant des publications payantes,, le futur Sci-Hub. Elle effectue ensuite un stage d'été à l'Institut de Technologie de Géorgie puis revient étudier au Kazakhstan dans le domaine de l'histoire des sciences.
En octobre 2015, un tribunal fédéral de New York la déclare coupable d'avoir piraté des articles scientifiques de l'éditeur Elsevier. Afin d'éviter d'être extradée, elle met en pause ses études en neurosciences pour suivre un programme d'histoire des sciences dans une petite université qui n'a pas été dévoilée. Ses études se portent alors sur la communication scientifique.
Le journal The New York Times l'a comparée à Edward Snowden à cause de son désir de propager massivement de l'information et parce qu'elle réside en Russie, où le système judiciaire américain ne peut intervenir. Le site Ars Technica la compare à Aaron Swartz. Ses efforts pour rendre des millions de documents accessibles au plus grand nombre sans respecter le droit d'auteur lui ont valu le surnom de « Robin des Bois de la science »,. En décembre 2016, la revue Nature la place dans son classement des dix personnes les plus influentes en sciences de l'année écoulée.
En mai 2021, la société Apple notifie Alexandra Elbakyan qu'elle a autorisé le Federal Bureau of Investigation (FBI) à consulter des informations de son compte en juillet 2019. Par ailleurs, en mars 2022, Alexandra Elbakyan apprend que le FBI a consulté des informations sur son compte Google, sans toutefois savoir ce qui a été étudié.

## Hommage
En 2017, une guêpe parasitoïde de la famille des Ichneumonidae, Idiogramma elbakyanae a été nommée en l'honneur d'Alexandra Elbakyan, par l'hyménoptériste russe Andreï I. Khalaïm, « afin de commémorer sa contribution à rendre le savoir scientifique accessible à tous les chercheurs ».